# Campanha de difamação

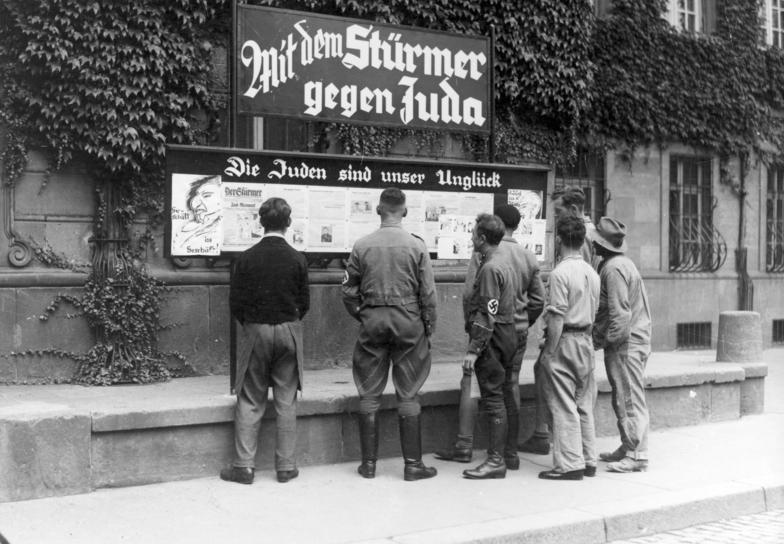
Transeuntes lêem as manchetes do jornal Der Stürmer coladas na parede de Worms: “Com o Stürmer, contra Judas” e “Os judeus são a nossa desgraça”

Uma campanha de difamação ou campanha difamatória  é um termo utilizado para descrever uma tentativa de danificar ou questionar a reputação de alguém por meio da propagação de propaganda negativa. Essa estratégia utiliza táticas de descredibilização.
Pode ser aplicado a indivíduos ou grupos. Os alvos comuns são funcionários públicos, políticos, candidatos políticos, ativistas e ex-cônjuges. O termo também se aplica a outros contextos, como no local de trabalho.